# دفترچه خاطرات یک بی‌عرضه: حرف، حرف رودریکه (فیلم)
دفترچه خاطرات یک بچه بی عرضه: حرف حرف رودریکه (انگلیسی: Diary of a Wimpy Kid: Rodrick Rules) فیلمی در ژانر کمدی به کارگردانی دیوید باورز است که در سال ۲۰۱۱ منتشر شد.

## بازیگران
- زکری گوردون
- دوون بوستیک
- راچل هاریس
- رابرت کپرون
- استیو زان
- پیتون لیست
- گریسون راسل
- جف کینی
- جنیفر کلمنت
- ملیسا راکسبرا